# Liste aserbaidschanischer Schachspieler
Die Liste aserbaidschanischer Schachspieler enthält neben den historischen Meisterspielern auch Meisterspieler, die einmal aserbaidschanischer Meister waren, einen IM- oder GM-Titel (beiderlei Geschlechts) tragen oder eine Elo über 2400 erreicht haben, bzw. herausragende Fernschachspieler sind oder waren.

## Großmeister
- Nicat Abasov
- Fərid Abbasov
- Cəmil Ağamalıyev[1]
- Cahangir Ağarəhimov
- Vüqar Əsədli
- Rəşad Babayev
- Ülvi Bacarani
- Rıfat Bağırov
- Vasif Durarbəyli
- Vüqar Həşimov
- Aydın Hüseynov
- Qədir Hüseynov
- Rəsul İbrahimov
- Misrətdin İsgəndərov
- Wladimir Makogonow
- Elmar Məhərrəmov
- Nicat Məmmədov
- Rauf Məmmədov
- Zaur Məmmədov
- Şəhriyar Məmmədyarov
- Azər Mirzəyev
- Arkadij Naiditsch
- Namiq Quliyev
- Sərxan Quliyev
- Teymur Rəcəbov
- Vüqar Rəsulov
- Ülvi Sadıxov
- Eltac Səfərli
- Ürfan Sevdimalıyev
- Fərhad Tahirov

## Internationale Meister
- Nicat Abasov
- Orxan Abdulov
- Kamal Ağayev
- Nicat Ağayev
- Anar Allahveridyev
- Talib Babayev
- İlqar Bacarani
- Sənan Dövlətov
- Vasif Durarbəyli
- Rauf Hacılı
- Ulvi Alibeyli
- Misrəddin İsgəndərov
- İzzət Kənan
- Cavad Məhərrəmzadə
- Ayaz Məmmədov
- Gülnar Məmmədova
- Günay Məmmədzadə
- Rəhim Qasımov
- Loğman Quliyev
- Vüqar Rəsulov
- Bəhruz Rzayev
- Ülvi Sadıqov
- Fikrət Sideifzadə
- Asif Yəqubi
- Məhəmməd Zülfüqarlı
- Vüqar Salamov

## Großmeister der Frauen
- Xəyalə Abdulla
- Xanım Balacayeva
- Ülviyyə Fətəliyeva
- Aydan Höccətova
- Xəyalə İsgəndərova[2]
- Nərmin Kazımova
- Gülnar Məmmədova
- Türkan Məmmədyarova
- Zeynəb Məmmədyarova
- Günay Məmmədzadə
- İsmayılova Pərvanə
- İlahə Qədimova
- Aynur Sofiyeva
- Nərgiz Umudova
- Firuzə Vəlixanlı

## Internationale Meister der Frauen
- Nərmin Məmmədova